# Echinospartum

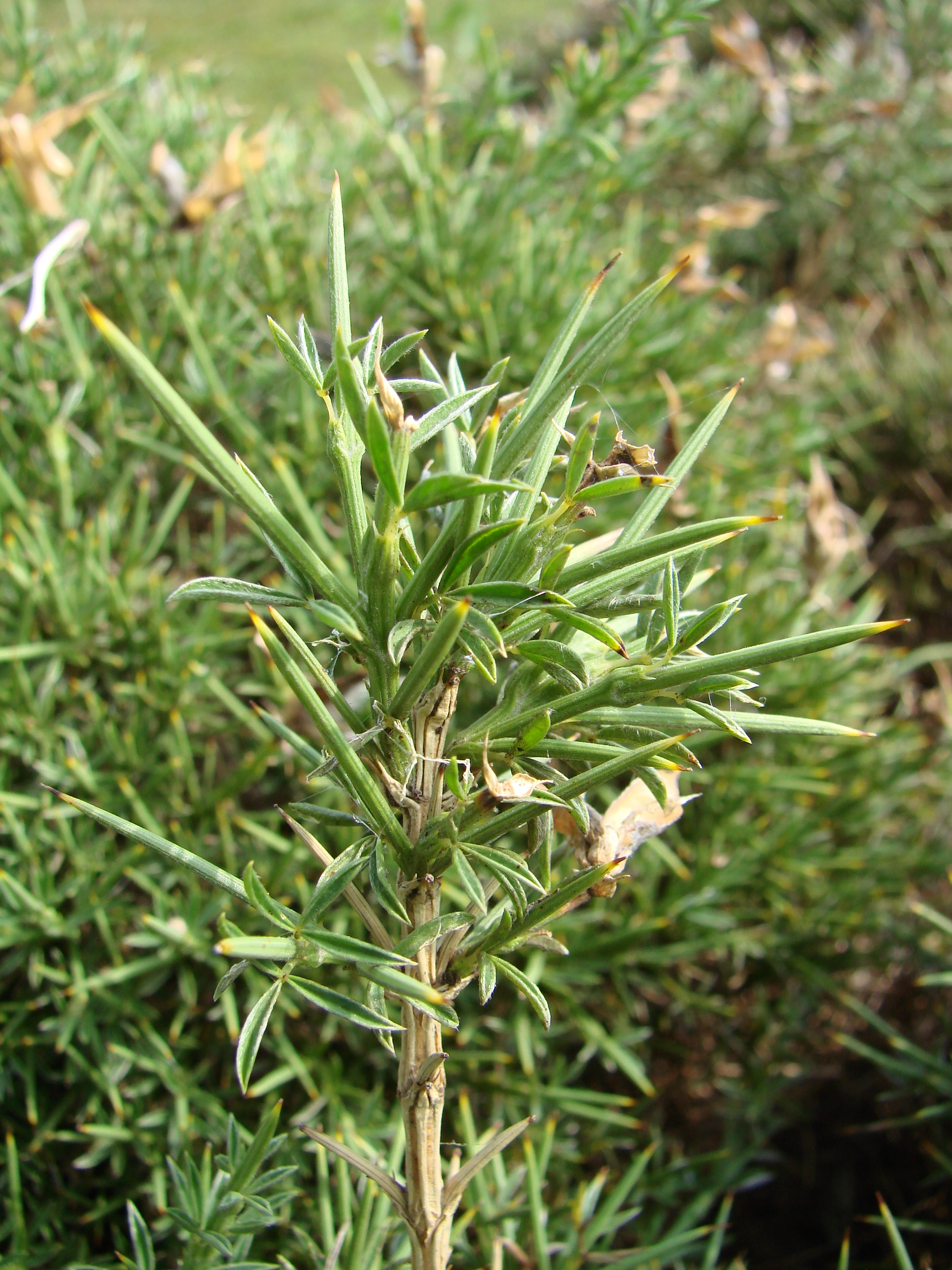
Detail větévky Echinospartum horridum

Echinospartum (Echinospartum) je rod rostlin z čeledi bobovité. Jsou to nevysoké trnité keře se žlutými motýlovitými květy, rostoucí ve 3 až 4 druzích výhradně v jihozápadní Evropě.

## Popis
Zástupci rodu echinospartum jsou nevysoké, bohatě větvené, opadavé keře dorůstající výšky do 2 metrů. Větévky jsou vstřícné a někdy zakončené trnem. Listy jsou trojčetné a obvykle vstřícné, přisedlé nebo krátce řapíkaté, složené z čárkovitých lístků. Palisty jsou vytrvalé. Květy jsou žluté, uspořádané ve vrcholových hustých klasech nebo svazečcích. Kalich je zvonkovitý, nafouklý a dvoupyský, s horním pyskem krátkým a hluboce dvoulaločným a spodním pyskem delším, zahnutým, zakončeným 3 laloky. Koruna je o něco delší než kalich. Tyčinky jsou jednobratré. Plody jsou podlouhle vejcovité, chlupaté, poněkud vyčnívající z kalicha, pukající 2 chlopněmi. Obsahují 1 až 3 semena.

## Rozšíření
Rod echinospartum zahrnuje 3 nebo 4 druhy. Je to jeden z mála endemických evropských rodů. Je rozšířen v jihozápadní Evropě ve Španělsku, Portugalsku a Francii.
Zástupci tohoto rodu rostou zejména na exponovaných skalách a horských svazích. Některé druhy jsou vápnomilné (E. boissieri, E. horridum), jiné preferují křemičité půdy (E. lusitanicum).

## Taxonomie
Rod Echinospartum byl v minulosti řazen jako podrod do rodu kručinka (Genista). V minulosti byly rozlišovány i další druhy, jmenovitě E. barnadesii (dnes E. lusitanicum), status jiných je dosud nedořešen (E. ibericum, syn. E. algibicum).

## Přehled druhů a jejich rozšíření
- Echinospartum boissieri - Španělsko
- Echinospartum horridum - Francie a Španělsko
- Echinospartum ibericum - Španělsko a Portugalsko
- Echinospartum lusitanicum - Španělsko a Portugalsko